# Eduardo García Serrano
Eduardo García García (Madrid, 7 de marzo de 1956) es un periodista español. Es hijo del también periodista y escritor Rafael García Serrano. Fue director del periódico de tirada nacional La Gaceta, propiedad del Grupo Intereconomía.
Ha escrito en La Gaceta y colaborado en los programas de Intereconomía Televisión El gato al agua, Noticias Intereconomía, El Telediario de Intereconomía y Buenos días, España.
El 24 de julio de 2023 con el cierre de Decisión Radio se jubila y se retira de los medios de comunicación.

## Biografía
Su formación escolar la realizó en el colegio San Estanislao de Kostka (SEK) de la calle Arturo Soria de Madrid. Ejerció como redactor jefe en los diarios El Alcázar y La Voz del Progreso antes de incorporarse a Radio Intercontinental, donde ha desarrollado la mayor parte de su actividad profesional. En la edición de Madrid del canal es el actual director de informativos, y desde finales de los años ochenta hasta septiembre de 2012 presentó y dirigió el dominical matutino Sencillamente Radio. También presentó y dirigió el magazín diario Buenos días, España, de 6:00 a 8:00 horas.
García Serrano compagina su actividad radiofónica con su participación en diferentes programas del Grupo Intereconomía, especialmente en El gato al agua.
En 2012 presentó en Intereconomía TV el programa de entrevistas Sin tapujos en sustitución del programa deportivo Punto pelota, y desde el 12 de febrero de 2019 presenta en la misma cadena Noticiario de 1936, los 150 días que cambiaron España hasta su finalización el 18 de julio del mismo año, haciendo un paralelismo con el día del Alzamiento Nacional escenificando la detención de los miembros de la radio.
Del 26 de septiembre al 10 de octubre de 2012 fue el director del periódico La Gaceta, perteneciente también al Grupo Intereconomía y desde el 1 de febrero del 2019 hasta el 20 de septiembre del 2023 fue director de El Correo de Madrid, en sustitución de Juan E. Pflüger.
De 2003 a 2014 participó con el partido político Alternativa Española. A través de los diferentes programas que dirigió pidió el voto para Alternativa Española.
Trabajó desde septiembre de 2022 hasta el 24 de julio de 2023 en Decisión Radio. Presentó sábados y domingos de 10:00 a 12:00 Sin novedad en el Alcázar, programa divulgativo en el que la tertulia y su contenido se basa en lo sucedido en la semana en el aspecto político, cultural y social.
El 24 de julio de 2023 con el cierre de Decisión Radio se jubila y se retira de los medios de comunicación.
Actualmente colabora en el canal SND Editores TV y en las tertulias de Ardemans, además de acudir semanalmente a En la boca del lobo de Informa Radio. También participa en La Retaguardia de Periodista Digital.

### Polémicas
Vinculado a la extrema derecha, García Serrano ha protagonizado varios episodios polémicos a lo largo de sus intervenciones en los medios. En junio de 2006, calificó como «maricona vieja» al escritor Antonio Gala, en respuesta a un artículo de este sobre las víctimas del terrorismo. En una línea similar, también en 2006, definió como «maricón» al político socialista Pedro Zerolo, al recriminarle su actitud en política internacional, lo que le valió la calificación de homófobo por parte de algunos medios de prensa.
En junio de 2010, durante el programa de Intereconomía TV El gato al agua, llamó «guarra», «puerca» y «zorra» a la entonces consejera de Sanidad de la Generalidad de Cataluña, Marina Geli, al analizar la campaña de educación sexual que llevaba a cabo la Consejería que dirigía esta. Días más tarde, García Serrano pidió públicamente disculpas a la consejera de sanidad, retractándose de los insultos proferidos. Por estos hechos fue condenado, junto a la cadena, por el juzgado penal número 20 de Madrid al pago de 21.000 euros, por un delito de injurias graves con publicidad.
También criticó al rey Juan Carlos I de España en 2010 por la intención manifestada por la Casa Real de promover un pacto de Estado contra la crisis económica. Asimismo, él se ha definido como una persona de ideología falangista.

### Política
- En las elecciones municipales y autonómicas de mayo de 2007 y elecciones generales españolas de 2008 fue en las listas de Alternativa Española en uno de los puestos que a priori se sabía que no iba a ser elegido.
- Desde todos los programas que presentaba o colaboraba en Radio Intercontinental, Radio Intereconomía, Intereconomía Televisión y La Gaceta de la Iberosfera, hizo campaña a favor de Alternativa Española. Tras sendos fracasos se desvinculó de Alternativa Española.
- Nunca ocupó un cargo político.

## Obras

### Ensayos y recopilaciones de artículos
- Con otro punto de vista, Editorial Actas, Madrid 2010 ISBN 978-84-9739-110-8[17] Obra presentada en la Universidad CEU San Pablo el 22 de diciembre de 2010 a cargo de Mario Conde y Gustavo Pérez Puig.[18]
- Reflexiones desde la Fachosfera, SND Editores, Madrid 2024 ISBN 978-84-19764-57-7.[19]

## Premios
- Micrófono de Oro 2010, por Buenos días, España.
- Antena de Oro (2), por Sencillamente Radio y Punto de Vista.
- Tres Primeros Premios Periodísticos del Círculo Ahumada de la Guardia Civil.[20]